# Musée Nelson-Mandela de Soweto
Le musée Nelson-Mandela (Mandela House ou Mandela museum en Anglais) du township de Soweto, dans la banlieue sud-ouest de Johannesbourg, est l'ancien premier domicile familial historique de Nelson Mandela (1918-2013), ou il vécut entre 1946 et 1962. La maison devient à partir de 1977 un des musées emblématiques du pays sur les thèmes : « Droits de l'homme, lutte anti Apartheid, démocratie, réconciliation, respect et tolérance entre les peuples d'Afrique du Sud... ». En 1999 la maison, proche de celle du célèbre archevêque anglican sud-africain Desmond Tutu, prix Nobel de la paix en 1984, est déclarée monument national.

## Présentation de la maison
L'ancien domicile familial de Nelson Mandela à Soweto est une maison très modeste en brique, de deux pièces, à l’image des centaines de maisons du quartier, avec une cuisine et une chambre, un plancher en ciment, un toit en zinc, à l'origine sans électricité, éclairée à la lampe à pétrole...: « C'était le contraire de grand, mais c'était ma première vraie maison et j'ai été très fier. Un homme n'est pas un homme tant qu'il n'a pas sa maison » (Nelson Mandela, un long chemin vers la liberté).

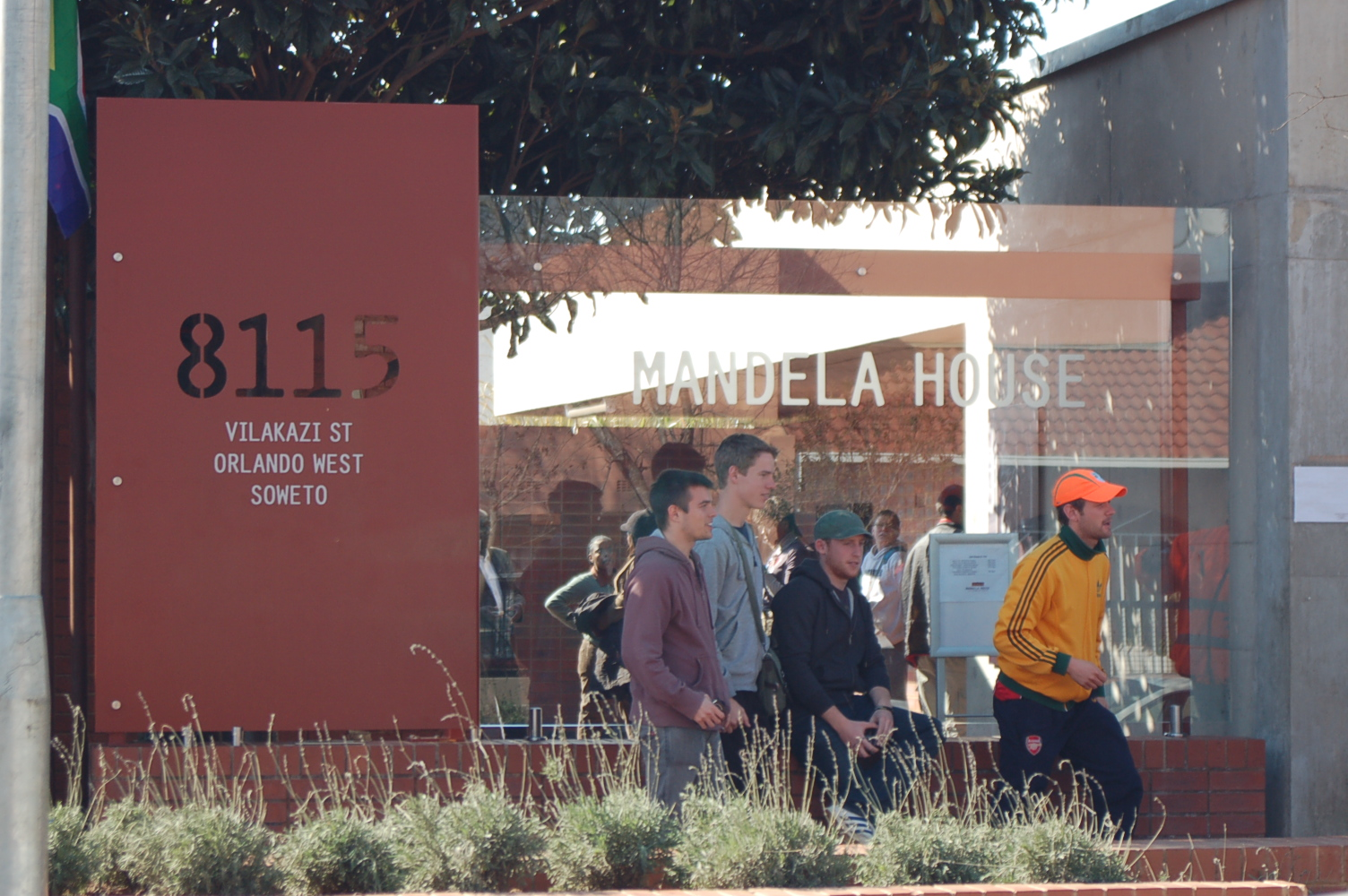
Entrée du 8115 Orlando Ouest
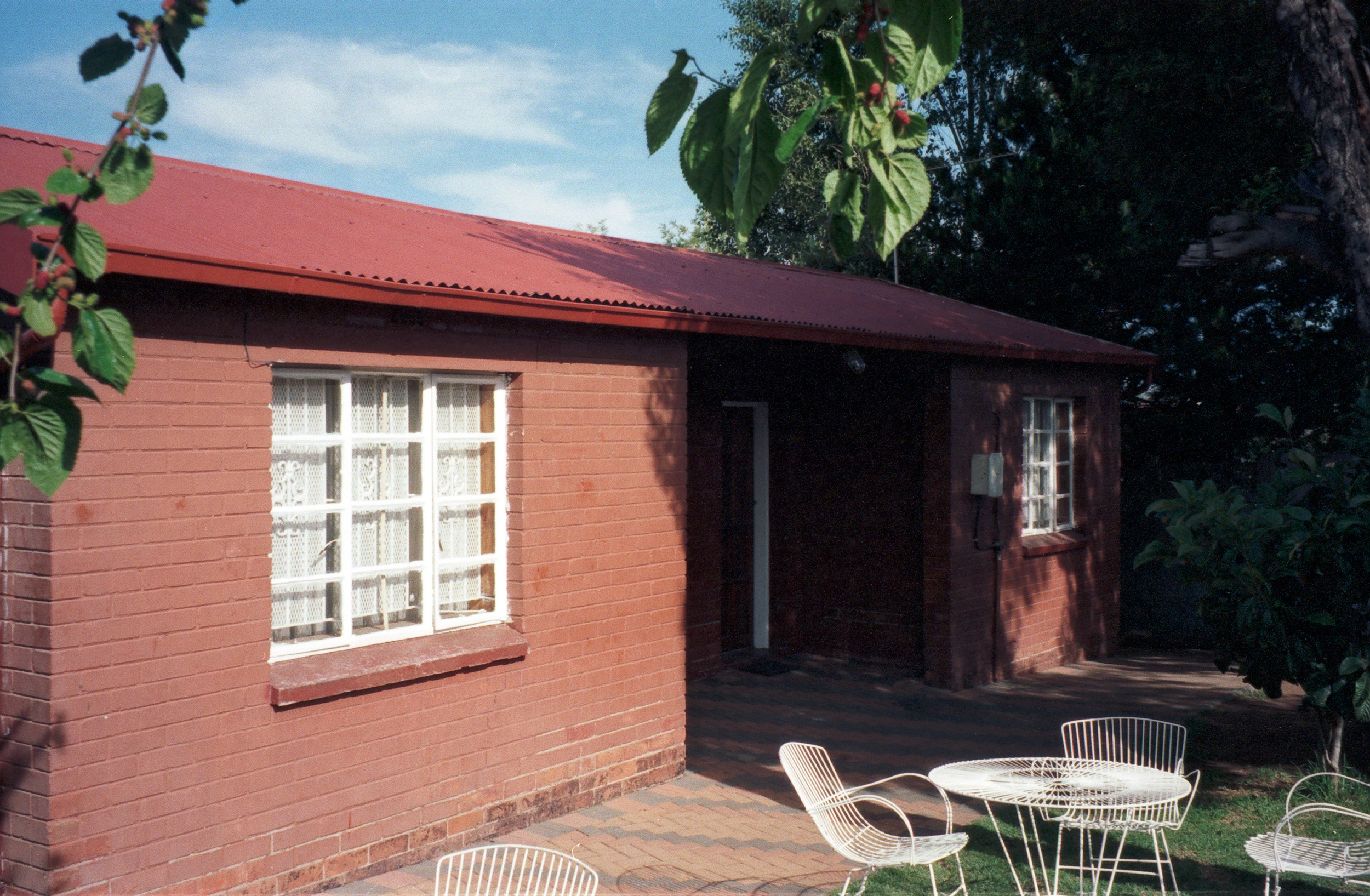
Côté jardin
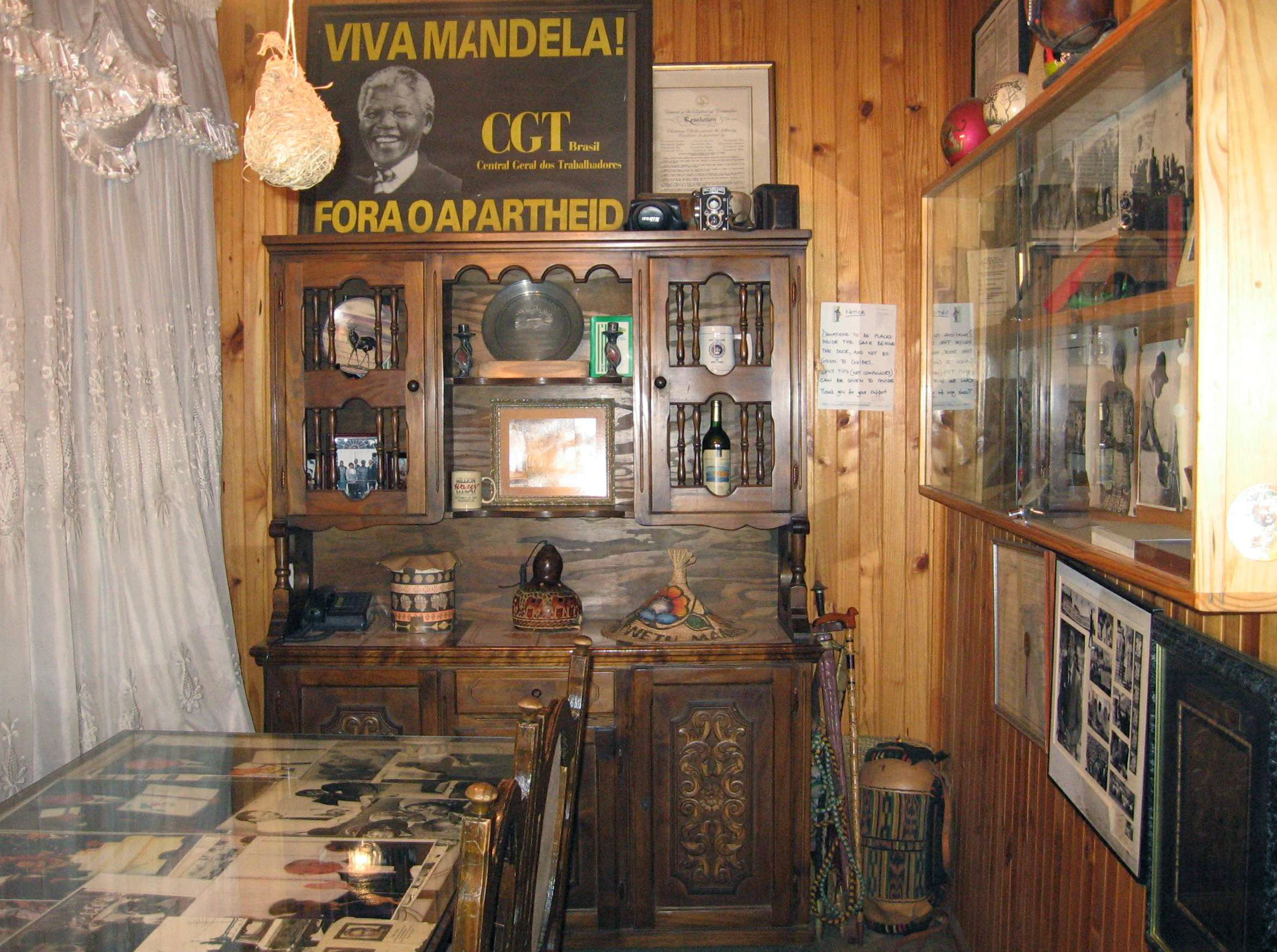
Cuisine
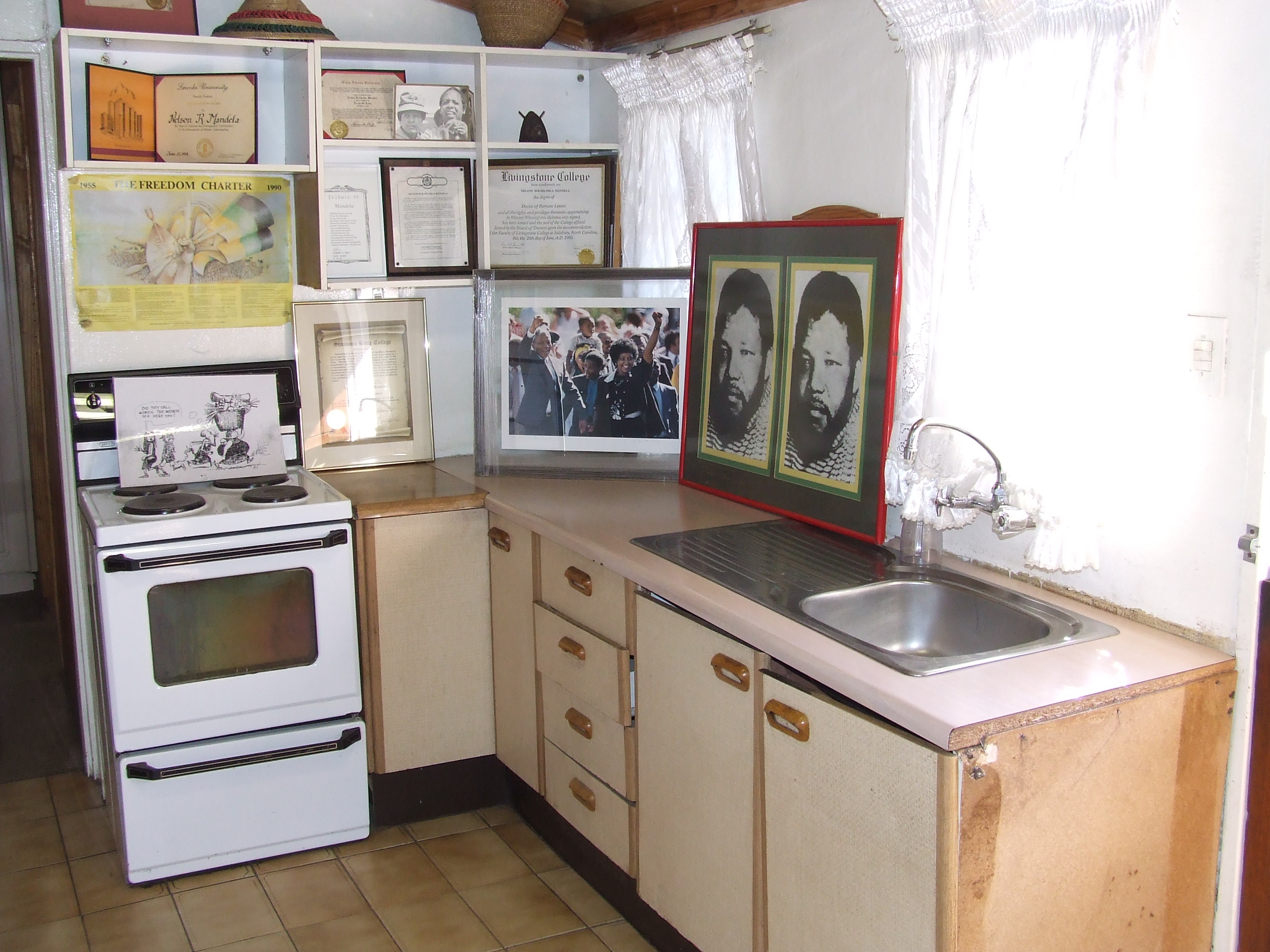
Autre angle de la cuisine
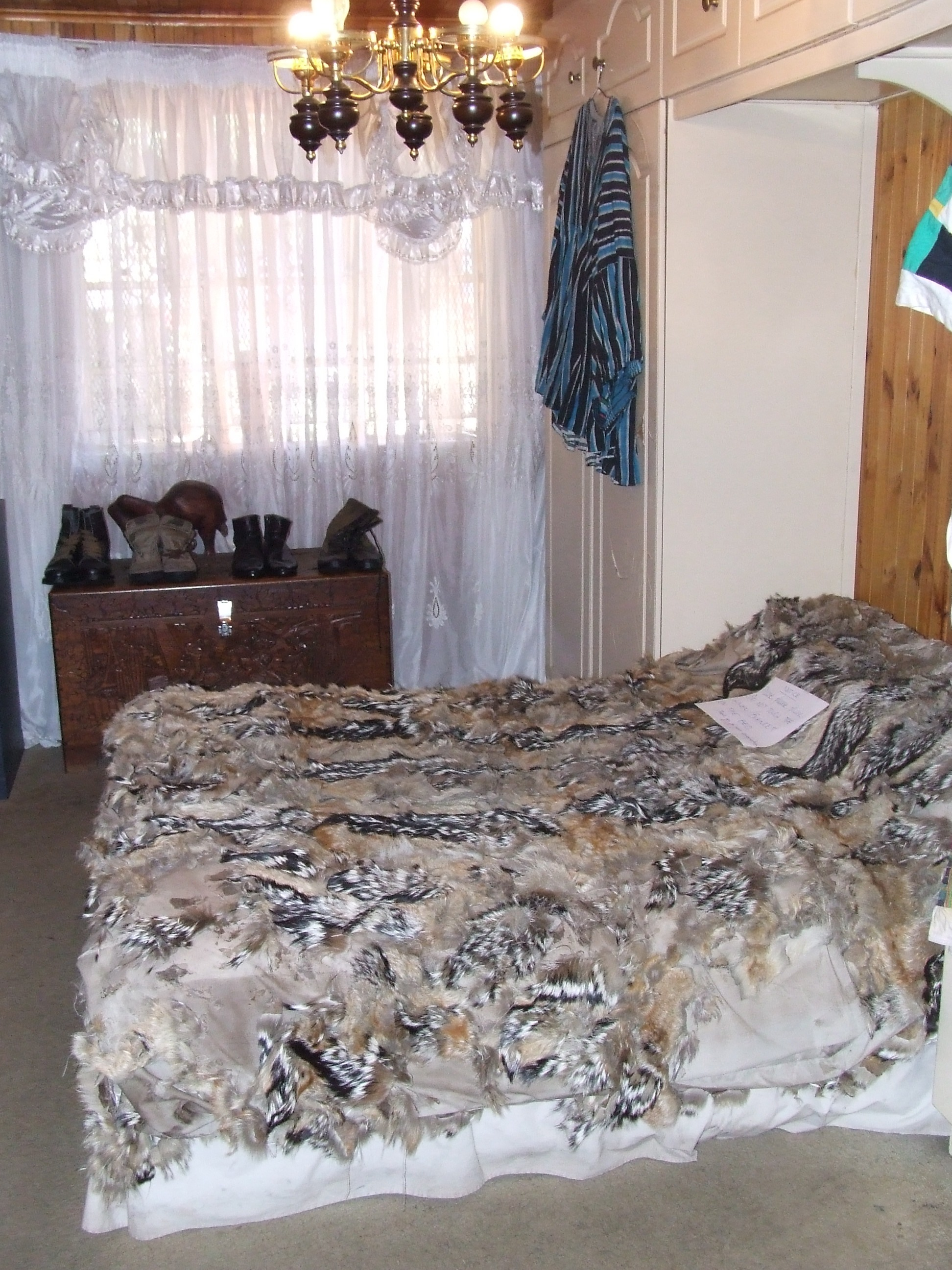
Chambre

## Historique
En 1946, Nelson Mandela (avocat) emménage dans cette première demeure personnelle construite en 1945, avec son épouse Evelyn Mase Ntoko (infirmière) avec qui il a quatre enfants. Après son divorce, il y vit à partir de 1958 avec sa seconde épouse Winnie Mandela (travailleur social) avec qui il a deux enfants.
En 1960, le Congrès national africain (ANC), parti politique pour lequel il milite, est déclaré hors-la-loi par le Parti national qui a instauré l’apartheid en 1948.
Mandela est arrêté le 5 août 1962, à la suite de ses importantes activités politiques militantes anti-apartheid. Condamné lors du procès de Rivonia, il est emprisonné à partir de 1964 sur l’île de Robben Island. Durant cette période, son épouse Winnie Mandela, elle-même importante militante emblématique, emprisonnée à plusieurs reprises, continue de vivre au domicile avec ses filles, jusqu'en 1977, année où elle transforme la maison en musée. Placée en résidence surveillée à Brandfort dans l'État libre d'Orange, elle ne revient à Soweto qu'en 1986.
En 1990, le président de l'Afrique du Sud Frederik de Klerk légalise l'ANC et les autres formations interdites. Mandela est libéré de prison après 27 ans de détention. Il revient vivre 11 jours dans cette maison du 8115 Orlando Ouest avant d'aménager dans sa nouvelle résidence de Johannesbourg. Sa famille continue d'occuper la maison jusqu'à son second divorce en 1996 (en 1998 Mandela épouse à l'âge de 80 ans Graça Machel, veuve du président de la République populaire du Mozambique Samora Machel, et ancienne ministre de la culture et de l'éducation...)
En 1991, le président de Klerk fait abolir l'apartheid par le parlement tandis que Mandela succède à son ami d'enfance Oliver Tambo à la direction de l'ANC. En 1993, Frederik de Klerk et Nelson Mandela reçoivent conjointement le Prix Nobel de la paix. En 1994, à la suite de la victoire de l'ANC lors des premières élections générales au suffrage universel et non discriminatoire, Nelson Mandela devient le 1er président noir de la République d'Afrique du Sud (il exerce un unique mandat de 5 ans avant de se retirer de la vie politique active en 1999).

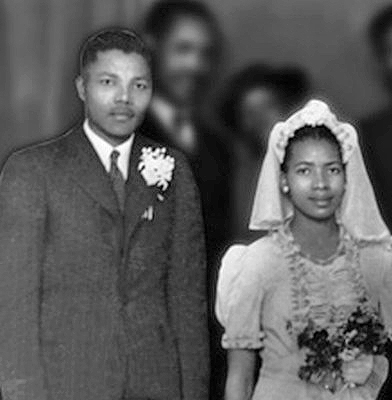
Nelson Mandela et son épouse Evelyn Mase Ntoko lors de leur mariage en 1944
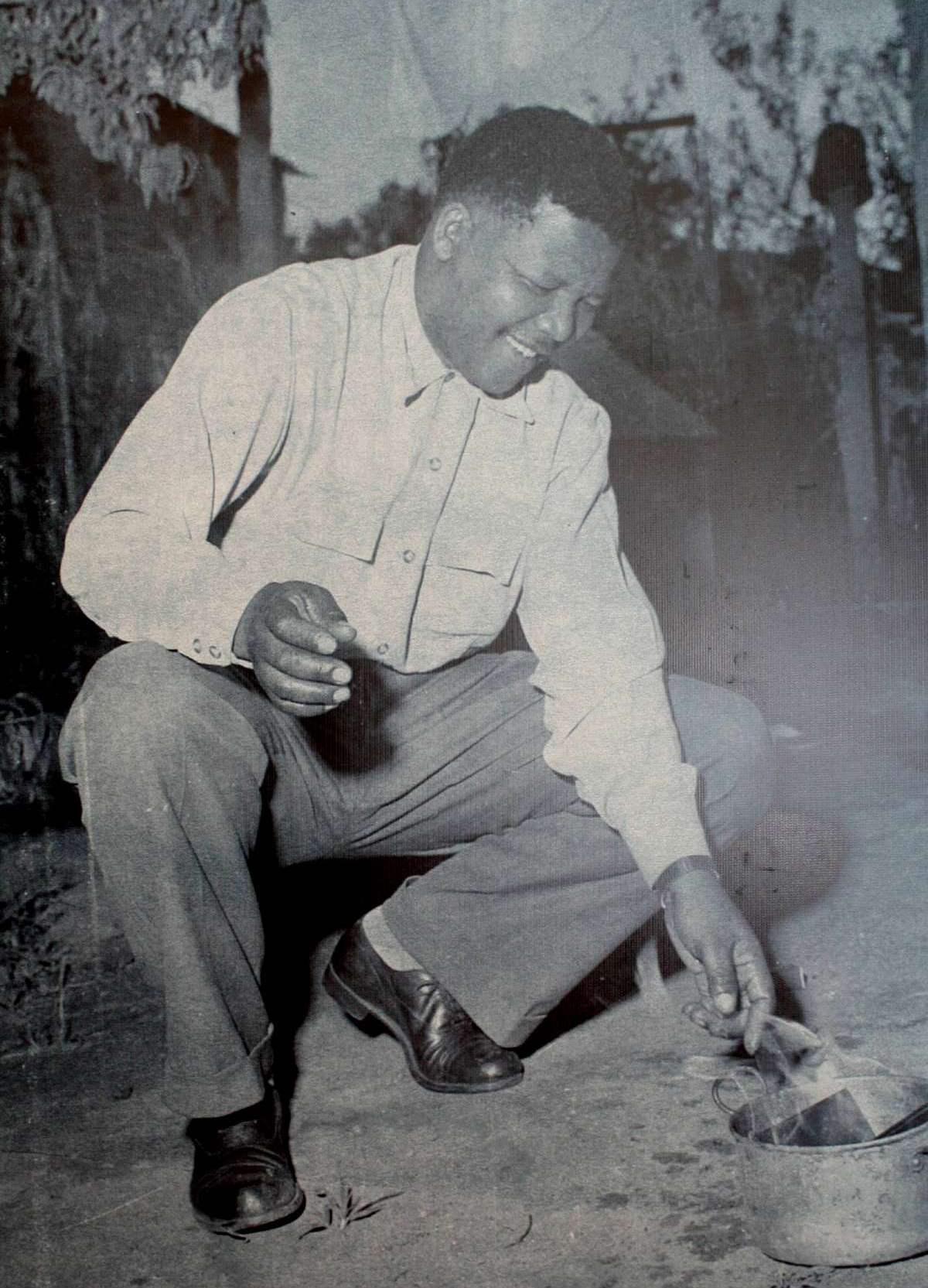
En 1960, Mandela défie les lois de l'Apartheid en brûlant son pass (passeport intérieur).
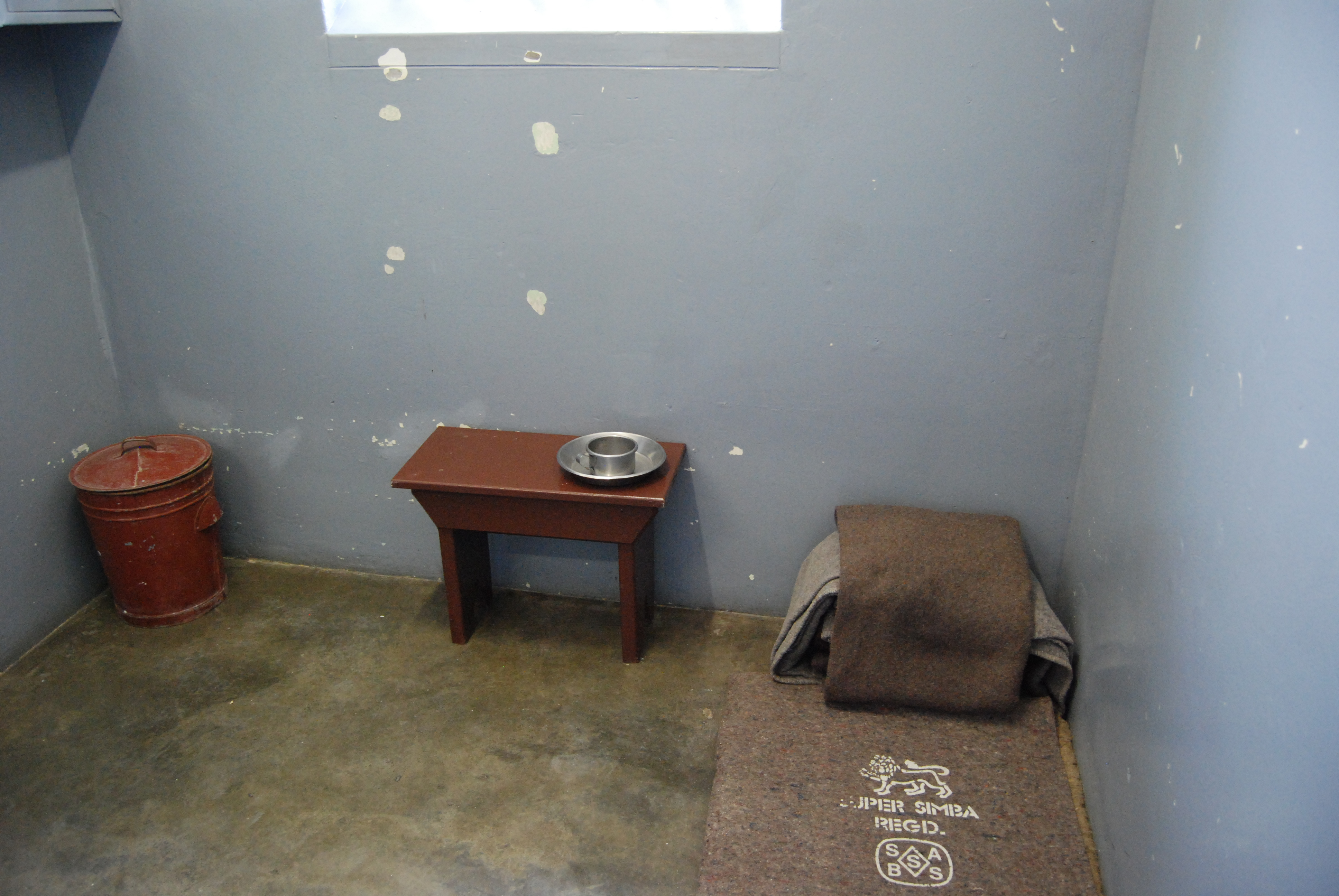
Cellule de prison de Robben Island ou Mandela est incarcéré de 1964 à 1982
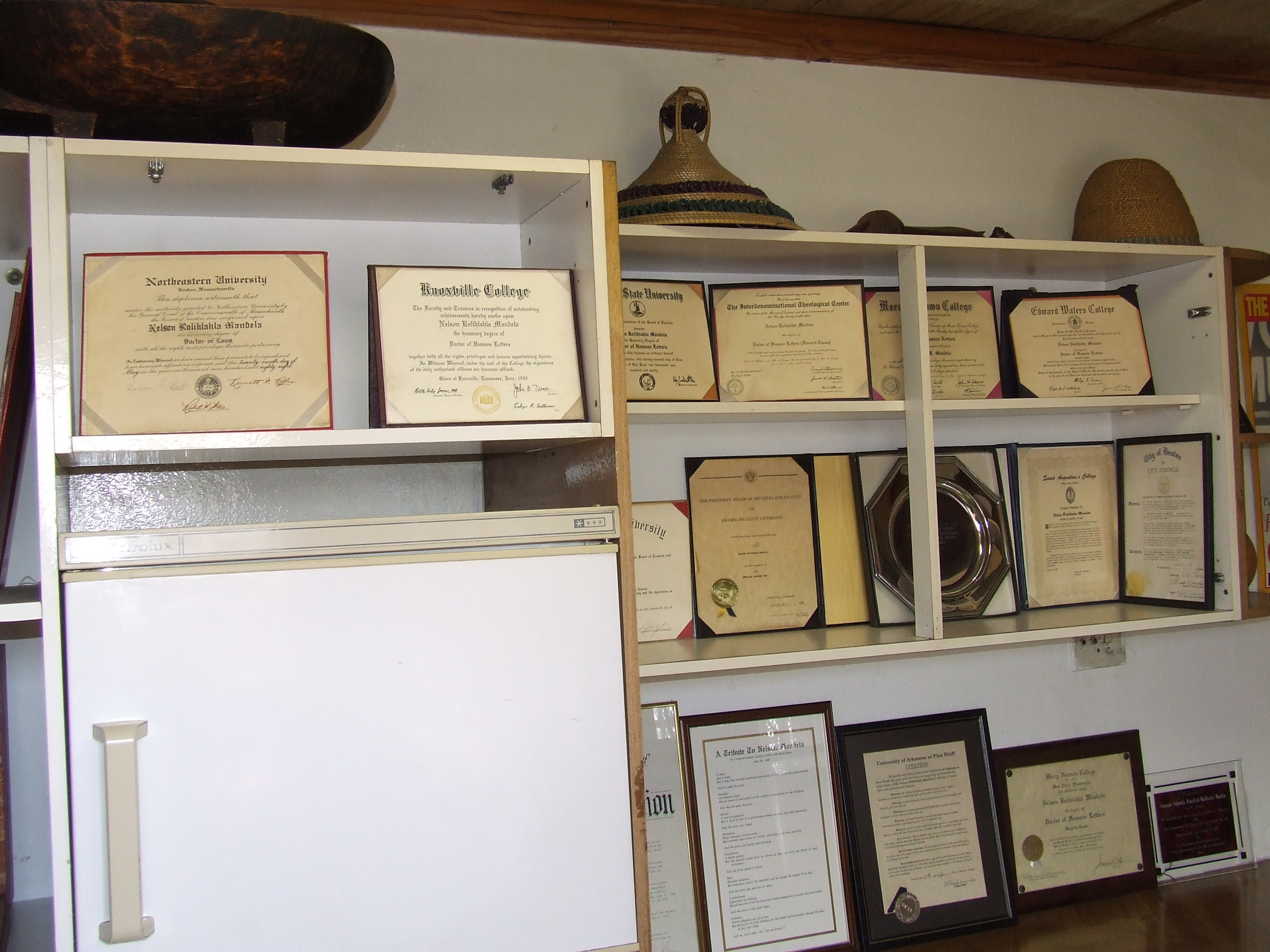
Diplômes honorifiques internationaux reçus par Nelson Mandela
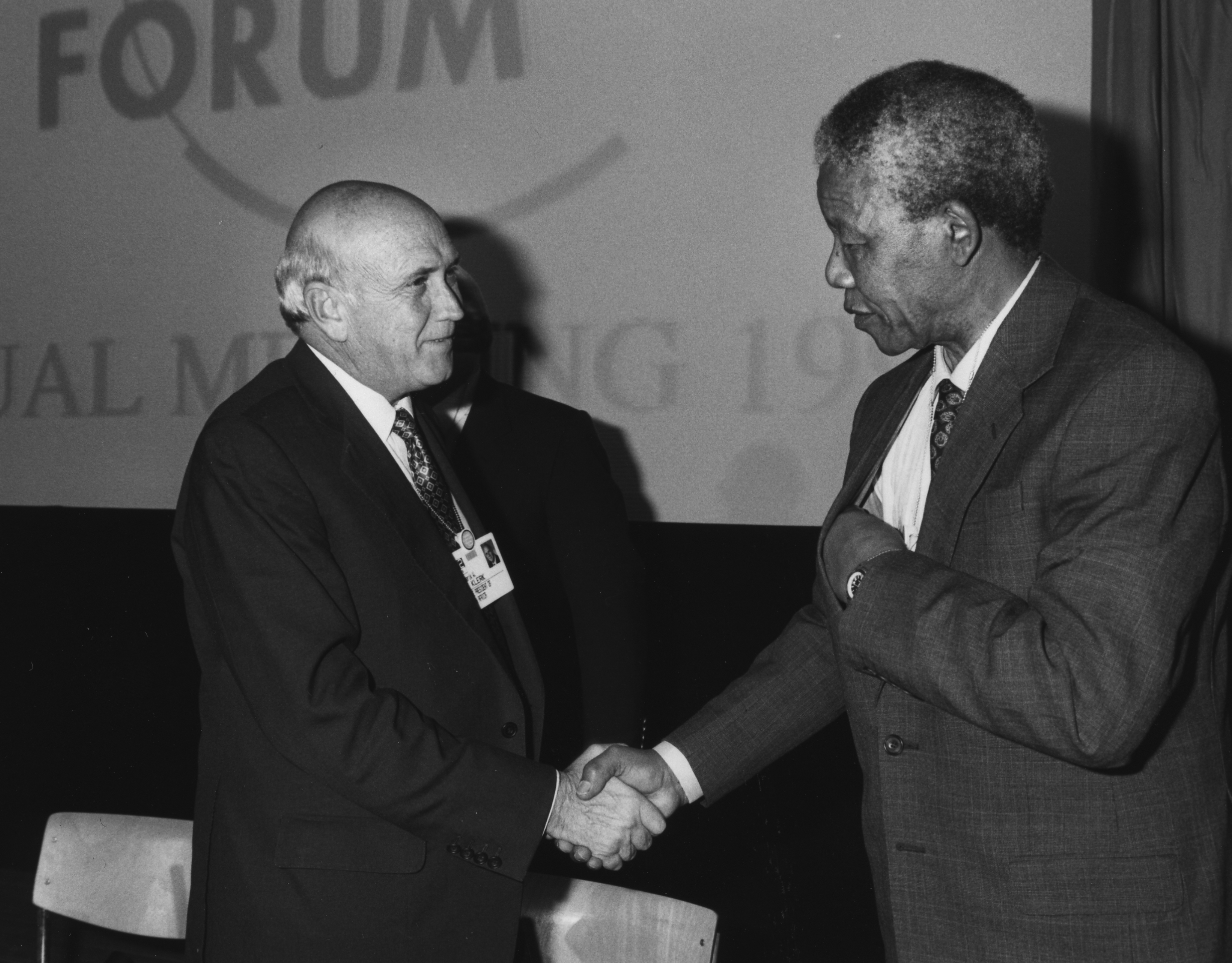
Nelson Mandela et le président Frederik de Klerk en 1992, tous deux Prix Nobel de la paix en 1993
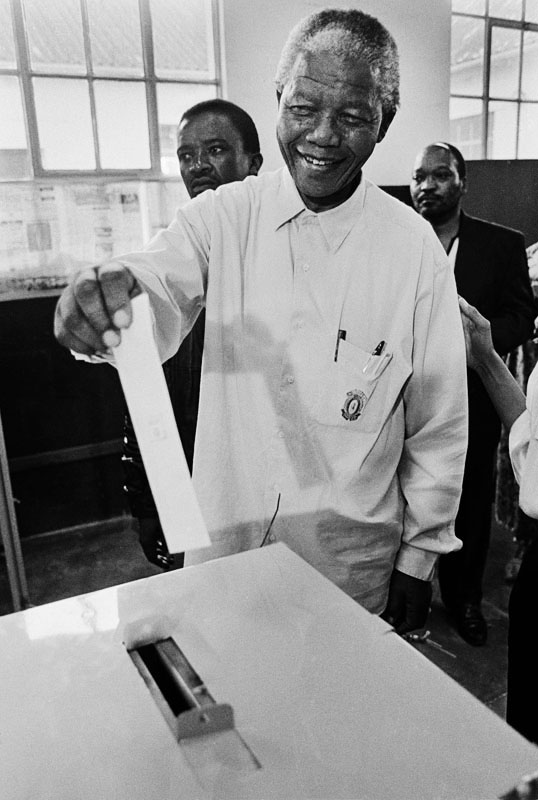
Mandela devient le 1er président noir de la République d'Afrique du Sud en 1994
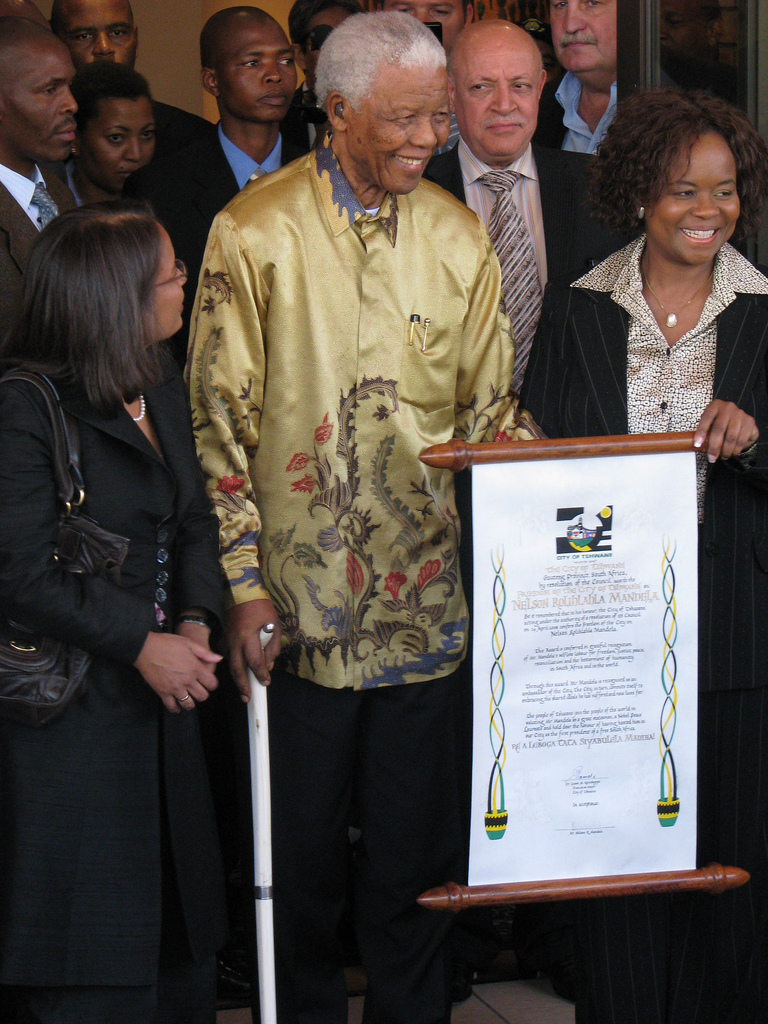
Mandela en 2008

En 1997, il fait don de sa maison à la Fiducie du patrimoine Soweto. Elle est alors transformée en site de patrimoine public pour commémorer « les droits humains, la démocratie, la réconciliation, le respect et la tolérance entre les peuples de l'Afrique du Sud »
En 1999, la maison est déclarée monument national et fait l'objet d'un important programme de restauration et de mise en valeur pour fêter les 90 ans de Mandela en 2008/2009.